# 烏坎村
烏坎村是中國廣東省陸豐市東海街道的一个行政村，濒临南海。常住人口約13000人

## 歷史
烏坎因為在2011年發生的烏坎事件而聞名於世。當時烏坎村民由於被貪官隱瞞出賣土地，群起反抗，最終得到中國政府的妥協，而得以真普選的方式，一人一票選出村長。
2016年，民選村長林祖戀被控告並被入罪判監。烏坎村人民再次群起反抗，事件引起國際關注。為封鎖消息，5位香港的记者更被陸豐公安强制押返深圳返港。公安期間更暴力對待記者，拳打和掌掴他們，備受香港記協强烈譴責。

## 外部連結
- Wukan: After the Uprising （页面存档备份，存于） - 4-part documentary by Al Jazeera English, July 2013